# Renae Jacobs
Renae Jacobs, född 1 februari 1957, är en amerikansk röstskådespelare. Hon är troligen mest känd som April O'Neils röst i originaldubbningen av Teenage Mutant Ninja Turtles från 1987.

## Filmografi
- 1987-1996: Teenage Mutant Ninja Turtles - April O'Neil, Lotus Blossom[1], Fru Kawolchick, Prinsessan Mallory av Malicuria[2]

### Fotnoter
1. ↑  ”Technodrome”. http://www.thetechnodrome.com/voices.shtml. Läst 25 februari 2012.
2. ↑  ”TV Com”. http://www.tv.com/shows/teenage-mutant-ninja-turtles-season-7/cast/3. Läst 26 februari 2012.[död länk]